# Geduly Lajos

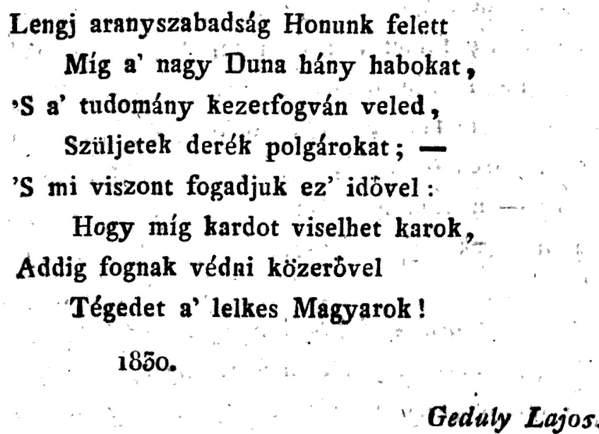
A Szabadsághoz c. ifjúkori versének részlete (Kis Koszorú. Selmec, 1832.)

Geduly Lajos (Nyitraszerdahely, 1815. április 17. – Pozsony, 1890. január 29.) a Dunáninneni evangélikus egyházkerület püspöke 1861-től haláláig, királyi tanácsos és a főrendiház tagja.

## Élete
Geduly János és Petényi Krisztinának fia. Iskoláit Losoncon s Osgyánban, a gimnáziumot Selmecen, a bölcselet-teológiai tanfolyamot Pozsonyban végezte 1834-ben; a hitjelölti vizsgát 1835-ben tette le Selmecbányán. 1837-ben a bécsi protestáns fakultáson fejezte be teológiai tanulmányait. Még Bécsben időzésekor a kálnói egyház megválasztotta rendes lelkészének, de ez állást ifjusága miatt nem vállalhatta el. 1838-ban szkálnoki pap lett. 1839-től Ochtinán a gömöri esperességben lelkészkedett és gömöri táblabirósággal tiszteltetett meg. 1847-ben a tiszai kerület egyházi jegyzője lett. 1850-ben a zólyomi egyházak megválasztották főesperesüknek. 1856-ban pozsonyi lelkész, 1861. augusztus 22-én a dunáninneni evangélikus egyházkerület szuperintendense lett. 1886-ban ünnepelte 25 éves jubileumát. Őfelsége a királyi tanácsosi címmel tüntette ki. Egyházi elnöke volt az ágostai evangélikus egyetemes konventnek. A főrendiháznak a ház reformja óta tagja, egyike lévén egyháza hivatalban legidősebb szuperintendenseinek.
Költeménye van a selmeczi magyar literaturai társaság Kis Koszorújában (1832); beszéde szept. 2. a magyarhoni ágostai egyház egyetemes gyülésében a patentalis egyházak állapotáról, a Pesti Naplóban (1862. 204. 205. sz., vezércikke, Pest, máj. 20.), a Magyarországban (1867. 73. sz.) és cikke a Prot. Egyh. és Isk. Lapban (1881.)

## Elismerései
- Ferenc József-rend középkeresztje

## Művei
- Az ev. egyházelőljárói hivatás szépségei. Beszéd, melyet a főtiszt. tiszai ev. egyházkerületi közgyűlés színe előtt 1845. júl. 9. a jolsvai templomban elmondott. Rozsnyó.
- Rede bei dem feierlichen Dankgottesdienste für die glückliche Errettung Sr. k. k. apost. Majestät Franz Joseph des Ersten aus Mörderhand, am 27. Februar 1853. in der evang. Kirche zu Neusohl. Neusohl.
- Truchlořeč, Kteřauž při pohřebne Dustogného... Jana Szeberinyi... dne 18. Febr. 1857. v Chrámě ewang. Bánsko-Sžawnickém drzel. Pest, 1857. (Gyászbeszéd Szeberinyi János temetésén.)
- Kažen kteřauž k milé cjrkwi w žaležitosti zřjzenj w lůnu gegjm wyssjho ústawu školského w neděli x. po sw. Trogici l. p. 1857. (Az iskolaügyben a hivekhez tartott egyházi beszéd.)
- Luther und Melanchton vereint des evangelischen Christen herrliches Vorbild. Predigt bei der Gedächtnissfeier des Todes Melanchtons am 3. Sonntage nach Ostern. Pressburg, 1860.
- A keresztyén hazafi képe. Beszéd gróf Széchenyi István gyászünnepélyén 1860. május 3. Pozsonyban. Pozsony, 1860.
- Das Bild des christlichen Patrioten. Rede bei der zu Ehren des Grafen Stephan Széchenyi de Sárvár-Felső-Vidék veranstalteten Trauerfeierlichkeit, am 3. Mai 1860. in der Kirche der Pressburger ev. Gemeinde gehalten und... aus dem Ungarischen übersetzt. Pozsony, 1860.
- A magyar evang. egyház gazdag szegénysége. Pest, 1861.
- Predigt am Reformations-Feste 1861. zugleich zur Erinnerung an das vor 100 Jahren erlassene Toleranzedict Josef II. in der evang. Kirche zu Pressburg. Pozsony, 1881.

Kiadta vejének Petz Ernőnek hátrahagyott egyházi beszédeit (Nachgelassene Predigten. Pest, 1868.)